# Acacia proiantha
Acacia proiantha är en ärtväxtart som beskrevs av Leslie Pedley. Acacia proiantha ingår i släktet akacior, och familjen ärtväxter. Inga underarter finns listade i Catalogue of Life.